# Pușcă antitanc

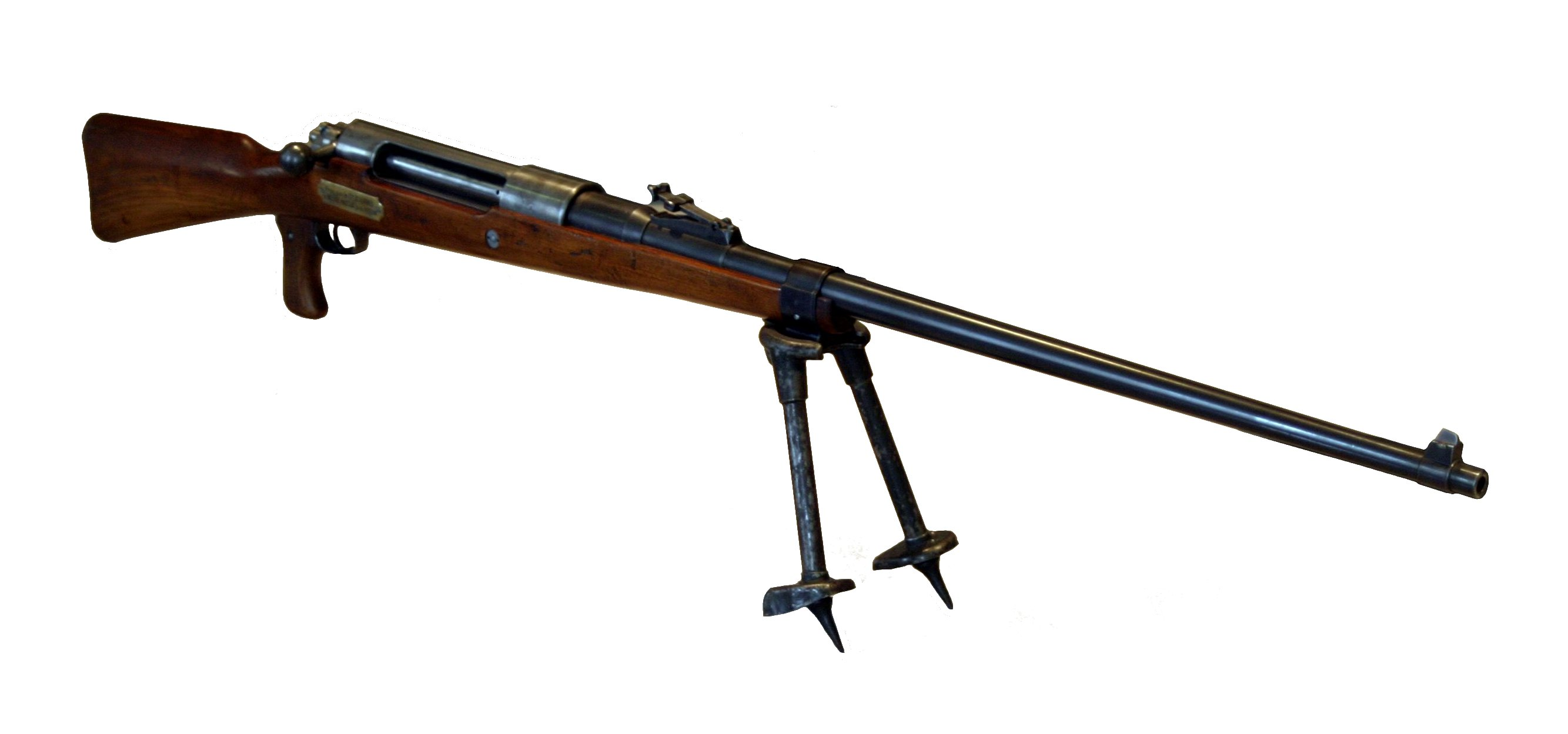
Pușca antitanc Mauser 1918 T-Gewehr de 13.2 x 92 mm, la Musée de l'Armée din Paris.

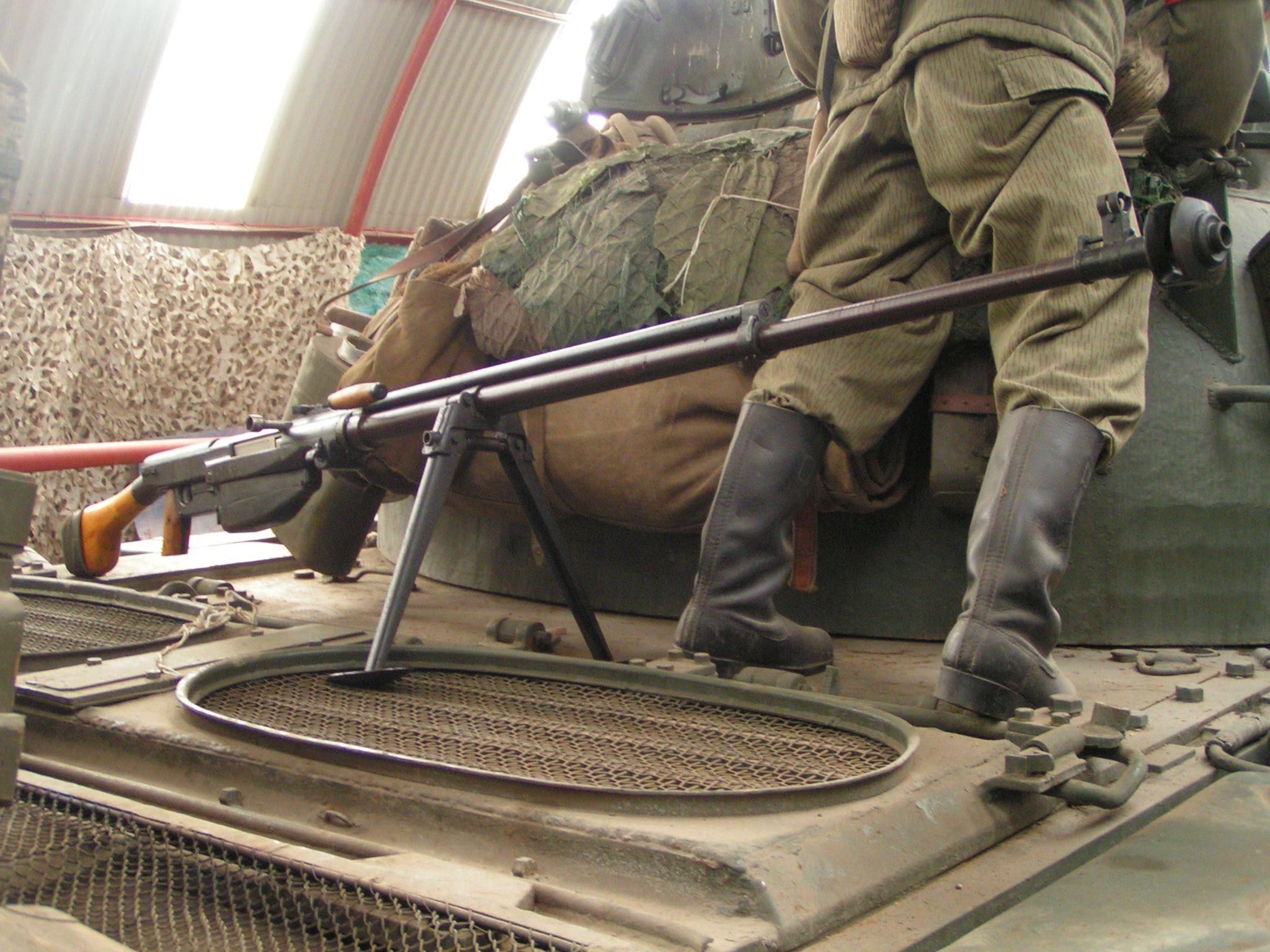
Un PTRS-41 sovietic de 14.5 mm.

Puștile antitanc sunt arme de infanterie folosite din Primul Război Mondial pentru a contracara unitățile mecanizate și blindate care au apărut pe câmpurile de luptă.
Modelele clasice ale acestor puști au fost arme puternice, considerate drept "puști de elefant", capabile să străpungă armura vehiculelor blindate folosite în anii 1930 și la începutul anilor 1940 cu muniție de mare viteză, dar mai târziu au devenit depășite din cauza blindajelor tot mai puternice ale vehiculelor și apariția ale altor arme antitanc, cum ar fi bazooka.
În această categorie de arme se pot găsi:
- Modelul britanic Boys, de 13,97 mm, capabil să perforeze 21 de mm de oțel de la 300 de metri distanță.
- Solothurnul elvețian de 20 mm, cântărind 50 kg și capabil să forțeze armura de la 30 mm la 500 de metri distanță.
- Armele sovietice PTRD-41 și PTRS-41, de 14,5 mm, capabile să perforeze o armură de 40 mm la 100 de metri, 35 mm la 300 de metri și 25 mm la 500 de metri. Pușca PTRD-41 avea o singură descărcare, PTRS-41-ul era semi-automat, și cu o încărcătură se puteau trage 5 focuri, dar era mai puțin util și mai greu. Acestea erau arme de mare performanță, probabil cele mai bune din acea epocă. Faptul că cel de al doilea specimen era semi-automat l-a făcut de asemenea folosibil ca armă antiaeriană.
- Pușca japoneză Type 97 de 20 mm putea străpunge o armură de 30 mm, dar cântărea 67 kg, practic un tun portabil. Avea o alimentație semi-automată și pentru transport erau necesari doi bărbați echipați cu o structură asemănătoare unei tărgi.
- Germanii foloseau pușca Panzerbüchse, cu un calibru de doar 7,92 mm, dar care reușea să foreze chiar 25 mm de la 300 de metri de distanță, datorită unei muniții cu nucleu de tungsten capabil să atingă o viteză inițială de peste 1200 m/s.
- Un model finlandez, Lahti L-39, de asemenea bun pentru trasul împotriva unui avion, dar mai târziu devenise ineficient împotriva tancurilor grele sovietice.
- Un model adoptat de armata poloneză, Maroszek wz. 35, folosit în 1939 împotriva germanilor. Ea era foarte modernă pentru anii '30, cu un recul foarte scăzut (practic ca un Mauser Karabiner 98k), și lansa gloanțe speciale de mare viteză, concepute pentru a favoriza detașarea lor în interiorul armurii. Specimenele de pradă de război au fost refolosite de germani și de sovietici (800 de exemplare vândute în Germania).

## Situația după cel de Al Doilea Război Mondial
La sfârșitul secolului al XX-lea, au început să apară din nou puștile antitanc, cu sarcina de a prezenta arme de precizie de lungă distanță, anti-personal, dar mai ales anti-material. În general, acestea au un calibru de 12,7 mm, dar unele modele pot utiliza un calibru de 14,5 mm și chiar 20 mm.
Modelele actuale au fost refăcute de amatorii americani de puști antitanc din perioada de război, cum ar fi cele britanice sau sovietice (americanii nu aveau niciodată astfel de arme, deși fabricile erau cu siguranță capabile să le producă).
Întrucât au existat niște jafuri în bănci folosind acest tip de armă, calibrul maxim deținut de un cetățean privat a fost limitat la 12,7 mm. Astfel, aceste puști au fost echipate cu țeava și muniția de la mitraliera M2HB.
Aplicarea unei lunete telescopice și folosul muniției de cea mai bună calitate au avut un efect notabil pentru aceste puști, gândite cu criterii de putere și nu de precizie; au devenit până la urmă armament de precizie. Și la mitralierele M2HB din Războiul din Vietnam au fost folosite lunete 10x și muniții speciale. De remarcat este faptul că, cu una dintre acestea, a fost ucis un luptător al Viet Cong la peste 2000 m, de către trăgătorul de elită Carlos Hathcock.

## Vezi și
- Tun antitanc

## Legături externe
- German Anti-Tank Rifles - Panzerbüchse
- Hand Held Anti Tank Weapons
- World Guns: Anti-tank rifles
- L-39
- Soviet ATR aces of WWII